# Pardopsis punctatissima
Pardopsis punctatissima är en fjärilsart som beskrevs av Jean Baptiste Boisduval 1833. Pardopsis punctatissima ingår i släktet Pardopsis och familjen praktfjärilar. Inga underarter finns listade i Catalogue of Life.

## Bildgalleri

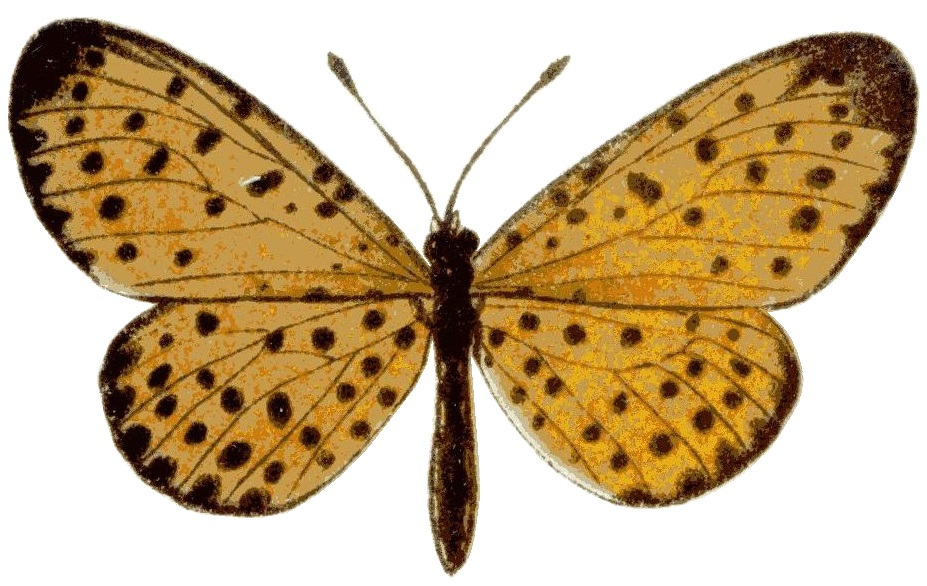